# Losari
Losari (o Lozzari, in croato Lozari) è un insediamento istriano nel comune di Buie.

## Società

### Evoluzione demografica
| 1880 | 1890 | 1900 | 1910 | 1948 | 1953 | 1961 | 1971 | 1981 | 1991 | 2001 | 2011 |
| 53   | 59   | 93   | 107  | 134  | 86   | 74   | 39   | 25   | 20   | 19   | 21   |